# روبرتو مارتينيز (لاعب كرة قدم)
روبرتو مارتينيز (بالإسبانية: Roberto Martínez Vera-Tudela)‏ هو مدرب كرة قدم ولاعب كرة قدم بيروفي في مركز الوسط، ولد في 3 ديسمبر 1967 في ليما في بيرو. شارك مع منتخب بيرو لكرة القدم. أما مع النوادي، فقد لعب مع سبورت بويز ونادي يونيفرسيتاريو.

## وصلات خارجية
- روبرتو مارتينيز (لاعب كرة قدم) على موقع ناشيونال فوتبول تيمز (الإنجليزية)